# Giovanni Francesco Commendone
Giovanni Francesco Commendone (Venezia, 17 marzo 1524 – Padova, 26 dicembre 1584) è stato un cardinale e vescovo cattolico italiano.

## Biografia
Era primogenito di Antonio, medico e umanista appartenente alla famiglia bergamasca dei Signori di Comenduno, e della nobildonna Laura Barbarigo, spinta a un matrimonio di ripiego in quanto il fratello non voleva concederle una dote adeguata. Si formò inizialmente con insegnanti privati, quindi passò all'Università di Padova per studiare filosofia.
Intraprese a Venezia la carriera ecclesiastica: fu introdotto presso la Curia Romana, grazie ai buoni uffici dell'ambasciatore veneziano, sotto il pontificato di Giulio III.
Godette di grande fiducia presso Giulio III e il suo successore Paolo IV: nel 1553 fu incaricato di un'importante missione in Inghilterra, per chiedere alla regina Maria I la restaurazione del cattolicesimo nel suo regno; vescovo di Cefalonia e Zante, fu legato pontificio in Spagna presso Carlo V e Filippo II. Richiamato in Italia da papa Pio IV, venne inviato dall'imperatore Ferdinando I per informarlo della bolla che ordinava la ripresa del Concilio di Trento, sospeso dal 1552: si adoperò anche per convincere i protestanti a prendervi parte (Dieta di Augusta).
Su richiesta di Carlo Borromeo, papa Pio IV lo innalzò al cardinalato nel concistoro del 12 marzo 1565: cardinale presbitero del titolo di San Ciriaco alle Terme (e in seguito di quelli di Sant'Anastasia, San Marco e Santa Maria degli Angeli), fu legato pontificio presso l'imperatore Massimiliano II (del quale contrastò le aperture ai luterani) e in Polonia, presso Sigismondo II Iagellone, che convinse a far applicare i decreti del Concilio di Trento e a consentire la diffusione dei Gesuiti nel suo regno.
Fu camerlengo del Collegio dei cardinali dal 10 gennaio 1583 al 16 gennaio del 1584.
Cadde in disgrazia sotto papa Gregorio XIII e si ritirò a Padova, dove morì nel 1584: venne sepolto nella chiesa del locale convento dei frati Cappuccini.

## Conclave
Durante il suo cardinalato vi furono due conclavi: quello del 1565-1566, che elesse papa Pio V, e quello del 1572, che elesse papa Gregorio XIII, ma il Commendone non partecipò a nessuno dei due.

## Successione apostolica
La successione apostolica è:
- Arcivescovo Ludovico Antinori (1568)